# 585
585 (DLXXXV, na numeração romana) foi um ano comum do século VI do Calendário Juliano, da Era de Cristo, teve início a uma Segunda-feira e terminou também a uma Segunda-feira, e a sua letra dominical foi G (52 semanas).
| Ano completo                         |
| ------------------------------------ |
| Ano comum com início à segunda-feira |

## Eventos
- Leovigildo rei dos visigodos incorpora o reino suevo no seu reino, depois de os derrotar nas antigas cidades de Braga e Porto.

## Mortes
- 13 de Abril - Hermenegildo (n. ca. 564)
- 14 de Setembro - Bidatsu, 30º imperador do Japão (n. 538)